# Конго (линеен крайцер, 1912)
Конго (на японски: 金剛, японският еквивалент на думата Ваджра в Санскрит, може да се преведе като „Копието на Индра“, „Небесна мълния“ или „Неразрушим елмаз“) е линеен крайцер на Императорските ВМС на Япония. Главен кораб на едноименния проект линейни крайцери.
Наречен в чест на планината в централната част на остров Хоншу.

## История на създаването
Заложен на 17 януари 1911 г., спуснат на вода на 18 май 1912 г., влиза в строй през август 1913 г.
Първият кораб от серията „Конго“ строи се в корабостроителницата на британската фирма „Викерс“. За първи път в света на борда на дреднаут са поставени 14-дюймови оръдия, далечината на стрелба на които се ограничава само от видимостта на хоризонта.

## История на службата
След приемането си в строй влиза в състава на Втори флот. В периода 1929 – 1931 г. преминава първа модернизация, в хода на която е усилено хоризонталното брониране, подобрено е въоръжението и са поставени нови котли. Корабът е прекласифициран на линеен кораб. В периода 1936 – 37 г. преминава втора модернизация, включваща замяна на силовата установка и поставяне на 127-мм зенитни оръдия. В периода 1939 – 1940 г. взема участие във войната с Китай.
В началото на Втората световна война осъществява прикритието на японските десантни сили в Южнокитайско море. От февруари 1942 г. влиза в състава на Ударното авионосно съединение на вицеадмирал Нагумо. На 1 март 1942 г. съвместно с тежкия крайцер „Чикума“ потопява американския разрушител „Едсел“ (Edsall).
На 21 ноември 1944 г. „Конго“ е торпилиран от американската подводна лодка „Сийлайън“ (на английски: USS Sealion (SS-315)). Корабът е уцелен с две торпеда. Тъй като екипажа не успява да се справи с навлизащата вода, след няколко часа е дадена заповед да се напусне кораба. Но евакуирането на екипажа на корабите от съпровождението се провалят, защото „Конго“ започва стремително да се накренява към борда и да влиза под водата. След това става взрив на погребите за боезапаса на главния калибър. От корабите на съпровождението виждат огромен огнен балон и линейният крайцер изчезва от повърхността на морето. Загиват 1200 души от екипажа, в т.ч. командира на 3-та дивизия линкори и командира на кораба. Разрушителите намират в щормовото море 237 души и ги доставят в Куре.

## Коментари
1. ↑  Всички данни се привеждат към декември 1941 г.
2. ↑  Виж Апалков Ю. В. С. 92.
3. ↑  По данни на Апалков, Ю. В. С. 93. Други източници приписват този успех на линейните крайцери „Хией“ и „Киришима“// Балакин С. А., Дашьян А. В. и др. Линкоры Второй мировой. Ударная сила флота. – М.: Коллекция, Яуза, ЭКСМО, 2006. – С. 211. – 256 c.: ил. – (Арсенал Коллекция). – 3000 экз. – ISBN 5-699-18891-6, ББК 68.54 Л59